# Tommaso Augello
Tommaso Augello (Milano, 30 agosto 1994) è un calciatore italiano, difensore del Palermo.

## Caratteristiche tecniche
È un terzino sinistro di spinta abile nei cross. Si ispira ad Aleksandar Kolarov.

## Carriera

### Club

#### Inizi
Cresciuto nella squadra dilettantistica milanese del Cimiano, nel 2011 si trasferisce al Pontisola, con cui disputa tre stagioni in Serie D, affermandosi fin da subito come titolare nel ruolo. Nel 2014 passa alla Giana Erminio, con cui resta fino al 24 luglio 2017, giorno in cui viene acquistato dallo Spezia. Dopo una prima stagione giocando poco, nella seconda con i liguri si mette in mostra come uno dei migliori giocatori del campionato.

#### Sampdoria
Il 9 luglio 2019 viene ceduto in prestito con obbligo di riscatto alla Sampdoria, firmando un contratto quadriennale con i blucerchiati. Ha esordito in Serie A (oltre che col club genovese) il 4 novembre 2019 in occasione della vittoria della Sampdoria sulla SPAL, rimpiazzando Jakub Jankto. Nella seconda parte della stagione trova maggiore spazio arrivando ad alternarsi con Nicola Murru.
L'anno successivo, con la cessione di Nicola Murru, diventa il titolare sulla fascia sinistra, arrivando a realizzare la sua prima rete in massima serie il 17 ottobre 2020 nel successo per 3-0 sulla Lazio. A seguito delle buone prestazioni offerte, il 29 dicembre seguente rinnova il suo contratto con i doriani sino al 2025. Chiude la sua esperienza con i blucerchiati dopo quattro stagioni, durante le quali ha raccolto complessivamente 134 presenze e quattro reti.

#### Cagliari
Il 18 luglio 2023, viene ceduto a titolo definitivo al Cagliari, neopromosso in Serie A, con cui sottoscrive un contratto biennale. Il 7 aprile 2024, segna il suo primo gol con gli isolani, avviando la vittoria in rimonta sull'Atalanta per 2-1.
Il 26 giugno 2025, il presidente del Cagliari, Tommaso Giulini, ha annunciato che Augello avrebbe lasciato il club al termine dell'annata, alla scadenza naturale del proprio contratto.

#### Palermo
L'8 luglio 2025 si accasa al Palermo.
Il 16 agosto successivo debutta in maglia rosanero, in occasione della gara dei trentaduesimi di Coppa Italia vinta ai rigori contro la Cremonese.

### Nazionale
Nell'ottobre 2020, in virtù del rendimento offerto con la Samp, viene visionato dalla Nazionale, senza però ricevere alcuna convocazione.

## Statistiche

### Presenze e reti nei club
Statistiche aggiornate al 16 agosto 2025.
| Stagione             | Squadra              | Campionato           | Campionato | Campionato | Coppe nazionali | Coppe nazionali | Coppe nazionali | Coppe continentali | Coppe continentali | Coppe continentali | Altre coppe | Altre coppe | Altre coppe | Totale | Totale |
| Stagione             | Squadra              | Comp                 | Pres       | Reti       | Comp            | Pres            | Reti            | Comp               | Pres               | Reti               | Comp        | Pres        | Reti        | Pres   | Reti   |
| -------------------- | -------------------- | -------------------- | ---------- | ---------- | --------------- | --------------- | --------------- | ------------------ | ------------------ | ------------------ | ----------- | ----------- | ----------- | ------ | ------ |
| 2011-2012            | Pontisola            | D                    | 23         | 0          | CI+CI-D         | 2+2             | 0               | -                  | -                  | -                  | -           | -           | -           | 27     | 0      |
| 2012-2013            | Pontisola            | D                    | 35         | 3          | CI+CI-D         | 2+1             | 0               | -                  | -                  | -                  | -           | -           | -           | 38     | 3      |
| 2013-2014            | Pontisola            | D                    | 34+1       | 0          | CI-D            | 7               | 0               | -                  | -                  | -                  | -           | -           | -           | 42     | 0      |
| Totale Pontisola     | Totale Pontisola     | Totale Pontisola     | 92+1       | 3          |                 | 14              | 0               |                    | -                  | -                  |             | -           | -           | 107    | 3      |
| 2014-2015            | Giana Erminio        | LP                   | 35         | 0          | CI-LP           | 2               | 0               | -                  | -                  | -                  | -           | -           | -           | 37     | 0      |
| 2015-2016            | Giana Erminio        | LP                   | 33         | 1          | CI-LP           | 3               | 0               | -                  | -                  | -                  | -           | -           | -           | 36     | 1      |
| 2016-2017            | Giana Erminio        | LP                   | 38+3       | 0          | CI-LP           | 5               | 0               | -                  | -                  | -                  | -           | -           | -           | 46     | 0      |
| Totale Giana Erminio | Totale Giana Erminio | Totale Giana Erminio | 106+3      | 1          |                 | 10              | 0               |                    | -                  | -                  |             | -           | -           | 119    | 1      |
| 2017-2018            | Spezia               | B                    | 14         | 0          | CI              | 1               | 0               | -                  | -                  | -                  | -           | -           | -           | 15     | 0      |
| 2018-2019            | Spezia               | B                    | 31+1       | 1          | CI              | 2               | 0               | -                  | -                  | -                  | -           | -           | -           | 34     | 1      |
| Totale Spezia        | Totale Spezia        | Totale Spezia        | 45+1       | 1          |                 | 3               | 0               |                    | -                  | -                  |             | -           | -           | 49     | 1      |
| 2019-2020            | Sampdoria            | A                    | 17         | 0          | CI              | 1               | 0               | -                  | -                  | -                  | -           | -           | -           | 18     | 0      |
| 2020-2021            | Sampdoria            | A                    | 37         | 1          | CI              | 1               | 0               | -                  | -                  | -                  | -           | -           | -           | 38     | 1      |
| 2021-2022            | Sampdoria            | A                    | 36         | 1          | CI              | 2               | 0               | -                  | -                  | -                  | -           | -           | -           | 38     | 1      |
| 2022-2023            | Sampdoria            | A                    | 37         | 2          | CI              | 3               | 0               | -                  | -                  | -                  | -           | -           | -           | 40     | 2      |
| Totale Sampdoria     | Totale Sampdoria     | Totale Sampdoria     | 127        | 4          |                 | 7               | 0               |                    | -                  | -                  |             | -           | -           | 134    | 4      |
| 2023-2024            | Cagliari             | A                    | 32         | 1          | CI              | 1               | 0               | -                  | -                  | -                  | -           | -           | -           | 33     | 1      |
| 2024-2025            | Cagliari             | A                    | 38         | 0          | CI              | 2               | 0               | -                  | -                  | -                  | -           | -           | -           | 40     | 0      |
| Totale Cagliari      | Totale Cagliari      | Totale Cagliari      | 70         | 1          |                 | 3               | 0               |                    | -                  | -                  |             | -           | -           | 73     | 1      |
| 2025-2026            | Palermo              | B                    | 0          | 0          | CI              | 1               | 0               |                    | -                  | -                  |             | -           | -           | 1      | 0      |
| Totale carriera      | Totale carriera      | Totale carriera      | 445        | 10         |                 | 38              | 0               |                    | -                  | -                  |             | -           | -           | 450    | 10     |